# Tiziano
Tiziano ist als italienische Form des römischen Beinamens Titianus ein italienischer männlicher Vorname. Die weibliche Form des Namens ist Tiziana.

## Namensträger
Tiziano
- Tiziano Aspetti (~1559–1606), italienischer Bildhauer des Barock
- Tiziano Dall’Antonia (* 1983), italienischer Radrennfahrer
- Tiziano Dorandi (* 1954), italienischer Gräzist und Papyrologe
- Tiziano Ferro (* 1980), italienischer Popsänger
- Tiziano Giacobbi (* 1962), san-marinesischer Fußballspieler
- Tiziano Longo (1924–1978), italienischer Filmproduzent und -regisseur
- Tiziano Manca (* 1970), italienischer Komponist
- Tiziano Polenghi (* 1978), italienischer Fußballspieler
- Tiziano Sclavi (* 1953), italienischer Autor, Comicautor und Journalist
- Tiziano Terzani (1938–2004), italienischer Journalist und Schriftsteller
- Tiziano Vecellio (Tizian; † 1576), italienischer Maler der Renaissance
- Tiziano Tononi (* 1956), italienischer Jazz-Schlagzeuger und Komponist
- Tiziano Zullo (* 1952), italienischer Fahrradhersteller

Künstlername
- Michele Tiziano (* 1946 als Michael Tietz), deutscher Opernsänger (Tenor)

## Namensträgerinnen
Tiziana
- Tiziana Alagia (* 1973), italienische Marathonläuferin
- Tiziana J. Chiusi (* 1959), deutsch-italienische Rechtswissenschaftlerin und Hochschullehrerin
- Tiziana Cipriani Gadient (* 1995), Schweizer Eishockeyspielerin
- Tiziana Ghiglioni (* 1956), italienische Jazzsängerin
- Tiziana Gulino (* 1997), Schweizer Sängerin und Musicaldarstellerin
- Tiziana Jelmini (* 1958), Schweizer Schauspielerin
- Tiziana Lodato (* 1976), italienische Filmschauspielerin
- Tiziana Rivale (* 1958), italienische Popsängerin
- Tiziana Tramonti, italienische Sopranistin
- Tiziana Trasciatti (* 1986), italienische Fußballschiedsrichterassistentin